# Denny Smith

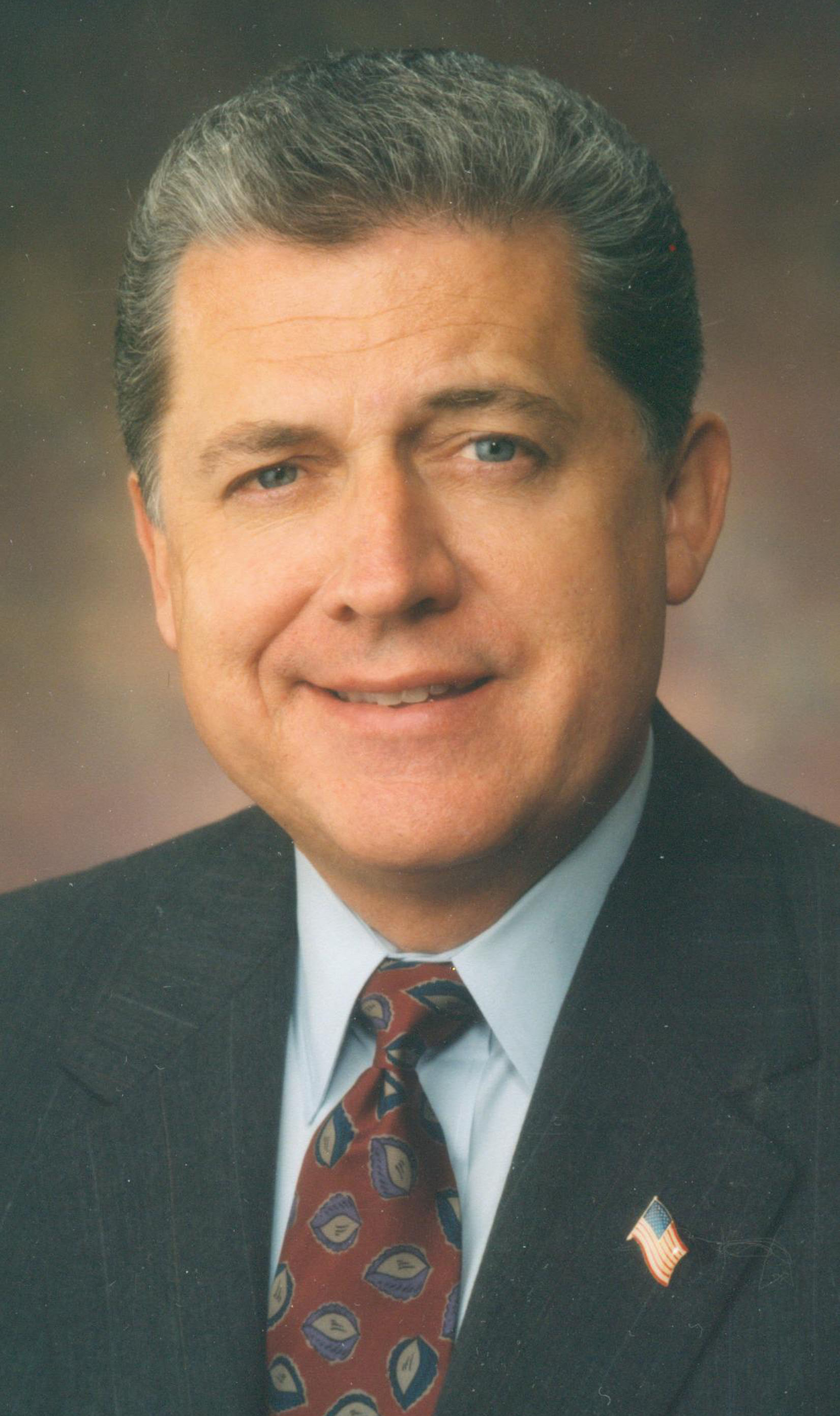
Denny Smith

Dennis Alan „Denny“ Smith (* 19. Januar 1938 in Ontario, Malheur County, Oregon) ist ein US-amerikanischer Politiker. Zwischen 1981 und 1983 vertrat er den zweiten und von 1983 bis 1991 den fünften Wahlbezirk des Bundesstaates Oregon im US-Repräsentantenhaus.

## Werdegang
Denny Smith ist der Sohn von Elmo Smith, der zwischen 1956 und 1957 Gouverneur von Oregon war. Er ist auch ein Cousin von Steve Symms, der zwischen 1973 und 1992 den Staat Idaho in beiden Kammern des US-Kongresses vertrat.
Denny Smith studierte bis 1961 an der Willamette University in Salem und diente dann von 1958 bis 1960 in der US-Luftwaffe. Zwischen 1960 und 1962 war er Mitglied des Fliegerkorps der Nationalgarde. Danach trat er wieder in die Luftwaffe ein, in der er dann zwischen 1962 und 1967 auch im Vietnamkrieg eingesetzt wurde. Auch nach dem Ende seiner Militärzeit blieb Smith der Fliegerei treu. Er arbeitete zwischen 1967 und 1976 als Flugingenieur und Copilot einer privaten Fluggesellschaft. Zeitweise trat er auch als Lobbyist für seine Fluggesellschaften in Washington auf. Nach dem Tod seines Vaters im Jahr 1968 übernahm er auch dessen Zeitungsgeschäft.
Smith wurde, wie sein Vater, Mitglied der Republikanischen Partei. Nach seinem Sieg bei den Kongresswahlen des Jahres 1980 zog er in das US-Repräsentantenhaus ein und trat dort am 3. Januar 1981 die Nachfolge von Al Ullman an. Bei den nächsten Wahlen im Jahr 1982 wechselte Smith dann in den neugeschaffenen fünften Distrikt von Oregon. Nach einigen Wiederwahlen konnte er sein Mandat bis zum 3. Januar 1991 ausüben. Bei den Wahlen des Jahres 1990 war er dem Demokraten Michael J. Kopetski, den er 1988 noch geschlagen hatte, unterlegen. Im Kongress war Smith unter anderem Mitglied im Haushaltsausschuss, im Innenausschuss und im Veteranenausschuss.
1994 kandidierte Denny Smith erfolglos für das Amt des Gouverneurs von Oregon. Smith ist zweimal geschieden und hat insgesamt vier Kinder. Er ist nach wie vor im Zeitungsgeschäft tätig, wo er den Verlag Eagle Newspapers leitet.